# Тупаково
Тупаково, также Тупак (баш. Тупаҡ) — деревня в Абзелиловском районе Республики Башкортостан России, относится к Таштимеровскому сельсовету. Согласно переписи 2020 года население составляло 692 человека.
С 2005 г. имеет современный статус.

## География
Расположена на реке Могак (приток реки Янгельки).

### Географическое положение
Расстояние до:
- районного центра (Аскарово): 26 км,
- центра сельсовета (Михайловка): 3 км.

## История
Название происходит от личного имени Тупак, по имени первопоселенца, известны его сыновья Валит, Давлетша, Муратша Тупаковы. Фиксировалась также как Алдагулово, Кукай, Тупак Башай.
Основана башкирами Тамьянской волости Верхнеуральского уезда на собственных землях. Известна с 1795 года.
Занимались скотоводством, земледелием.
Статус деревни село получило согласно Закону Республики Башкортостан от 20 июля 2005 года № 211-з «О внесении изменений в административно-территориальное устройство Республики Башкортостан в связи с образованием, объединением, упразднением и изменением статуса населенных пунктов, переносом административных центров», ст. 1:

6. Изменить статус следующих населенных пунктов, установив тип поселения — деревня:
1) в Абзелиловском районе:…

п) села Тупаково Таштимеровского сельсовета

## Население
| 1968 | 2002 | 2009 | 2010 |
| ---- | ---- | ---- | ---- |
| 556  | ↗684 | ↗706 | ↗718 |

Историческая численность населения: в 1795 в 20 дворах проживало 139 человек; в 1866 в 60 дворах проживал 341 чел.; в 1900—414 чел.; 1920—634; 1939—466; 1959—435; 1989—687; 2002—684; 2010—718.
Национальный состав
Согласно переписи 2002 года, преобладающая национальность — башкиры (99 %).

## Инфраструктура
Основная школа, детский сад, фельдшерско-акушерский пункт, клуб, библиотека.

## Религия
В деревне есть мечеть.